# Port lotniczy Pereira-Matecaña
Port lotniczy Pereira-Matecaña (IATA: PEI, ICAO: SKPE) – port lotniczy położony w Pereira, w departamencie Risaralda. Oprócz Pereiry obsługuje również miasta Armenia, Cartago i w wyjątkowych sytuacjach Manizales.
Port lotniczy powstał w 1945 roku. Pas startowy został wydłużony między 1966 i 1968. Lotnisko jest obsługiwane przez Aerocivil. Lotnisko codzienne obsługuje około 25 odlotów i przylotów.